# Gesellschaft für Datenschutz und Datensicherheit
Die Gesellschaft für Datenschutz und Datensicherheit (GDD) e. V. ist eine deutsche Vereinigung für Datenschutz und Datenschutzbeauftragte.

## Der Verein
Die GDD wurde 1977 als Gesellschaft für Datenschutz und Datensicherung gegründet und hat ihren Sitz in Bonn. Mit über 3800 Mitgliedern (Stand: Juli 2020) ist sie die größte deutsche Datenschutzvereinigung. Der Verein ist Mitunterzeichner der gemeinsamen Erklärung des AK Vorrat vom Januar 2007 zum Gesetzesentwurf über die Vorratsdatenspeicherung.
Am 18. November 2009 hat sich der als gemeinnützig eingetragene Verein durch Beschluss der Mitglieder in Gesellschaft für Datenschutz und Datensicherheit umbenannt. Sie tritt für einen sinnvollen, vertretbaren und technisch realisierbaren Datenschutz ein und unterstützt Datenschutzbeauftragte und datenverarbeitende Stellen dabei, den Datenschutz und die Datensicherheit umzusetzen.
Die GDD ist Gründungsmitglied der im September 2011 gegründeten Confederation of European Data Protection Organisations (CEDPO), einer Dachorganisation europäischer Datenschutzorganisationen. Die GDD richtet zusammen mit Datakontext-Tagungen die Datenschutzfachtagung DAFTA aus, die alljährlich im November in Köln stattfindet.
Vorstandsvorsitzender der GDD ist seit dem 21. November 2012 Rolf Schwartmann, u. a. Leiter der Kölner Forschungsstelle für Medienrecht an der Fakultät für Wirtschaftswissenschaften der Technischen Hochschule Köln.

## GDD-Datenschutzpreis

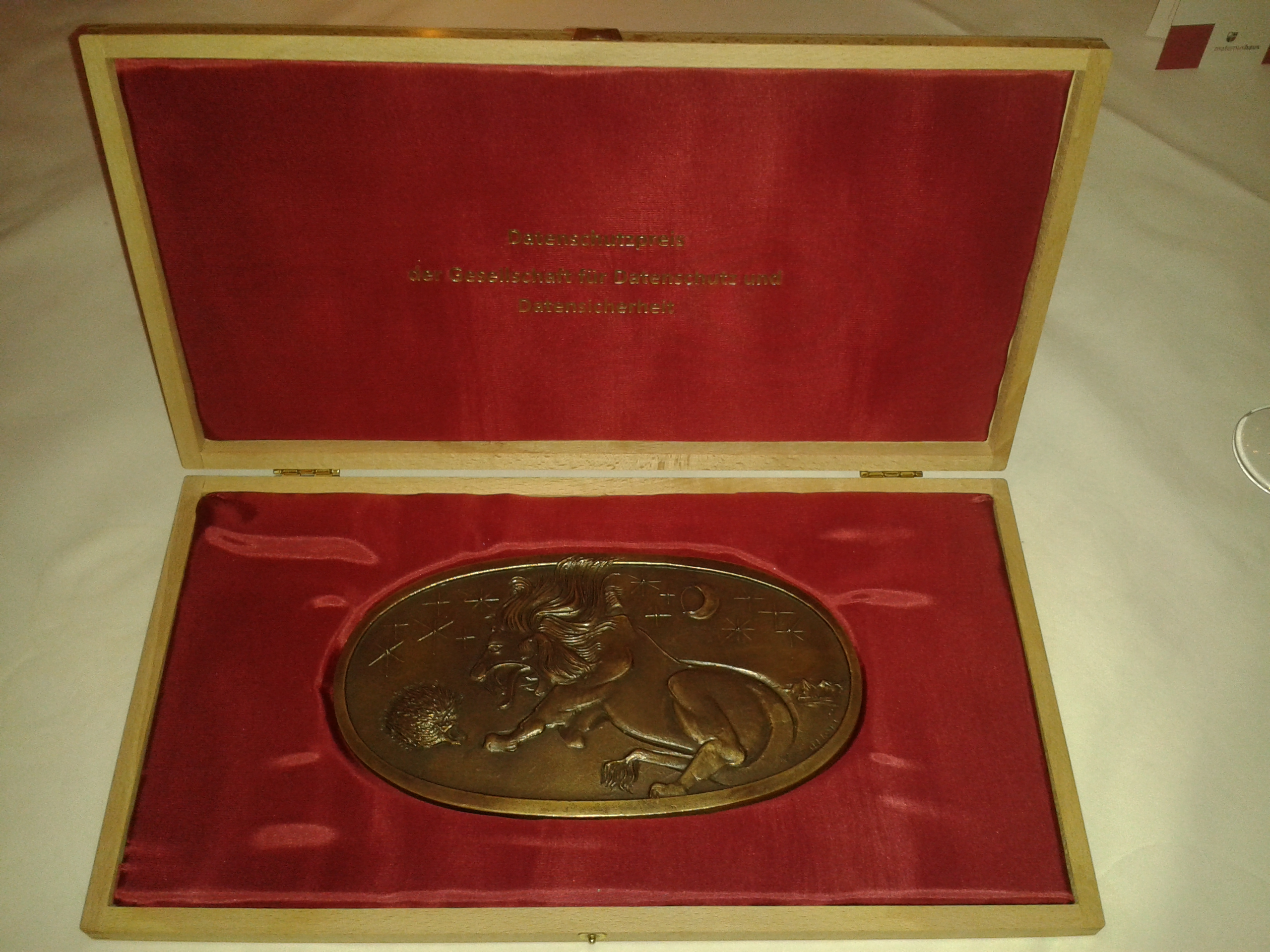
Medaille zum GDD-Datenschutzpreis, gestaltet vom Kölner Bildhauer und Medailleur Heribert Calleen

Seit 2013 vergibt der Verein jährlich den GDD-Datenschutzpreis, mit dem „das persönliche Engagement sowie die Leistungen von Persönlichkeiten gewürdigt werden sollen, die sich in Zeiten von Big Data und zunehmender Digitalisierung couragiert für die Stärkung des Grundrechts auf informationelle Selbstbestimmung eingesetzt haben“.

### Preisträger
- 2013:[4] Peter Schaar, für seinen „außerordentlichen und öffentlichkeitswirksamen Einsatz für das Grundrecht auf informationelle Selbstbestimmung, den er vor und während seiner zehnjährigen Amtszeit gezeigt hat.“[5]
- 2014:[6] Jan Philipp Albrecht, für „seine besonderen Verdienste zur Fortentwicklung des Datenschutzes auf europäischer Ebene“[3]
- 2015:[7] Sabine Leutheusser-Schnarrenberger, für ihr „ehrenhaftes und couragiertes Engagement“ gegen „großen Lauschangriff, Vorratsdatenspeicherung, Internetsperren und überbordende Kommunikationsüberwachung durch Geheimdienste“
- 2016:[8] Viviane Reding, für ihr „Engagement um die Schaffung der Europäischen Datenschutz-Grundverordnung“
- 2017:[9] Jörg Eickelpasch, Referatsleiter im Bundesministerium des Innern, für sein „persönliche[s] Engagement“ bei der von ihm „maßgeblich mitverantwortet[en]“ Anpassung des BDSG an das neue Europäische Datenschutzrecht
- 2018:[10] Thomas Kranig, Präsident des Bayerischen Landesamtes für Datenschutzaufsicht, für die „Verständlichmachung des neuen Rechts“ aus Datenschutz-Grundverordnung und neuem Bundesdatenschutzgesetz durch seine Behörde
- 2019:[11] Ranga Yogeshwar, Wissenschaftsjournalist, für seinen „mit Sachverstand und Augenmaß“ vorgetragenen Beitrag „zum Verständnis der Gesellschaft für die komplexen Zusammenhänge von Datenschutz und Datensicherheit“ und „für die Akzeptanz des Datenschutzes in der Praxis von Unternehmen“
- 2020:[12] Marc Elsberg, Romanautor für Blackout und Zero
- 2021:[13] Werner Koch, Hauptentwickler von GNU Privacy Guard (GnuPG)
- 2022:[14] Stefan Brink, Landesbeauftragter für den Datenschutz und die Informationsfreiheit in Baden-Württemberg
- 2023:[15] Jörg Schieb, Journalist und Autor, für seine leicht verständliche Darstellung von Digital- und Datenschutzthemen
- 2024:[16] Katharina Zweig, Informatikerin, für Arbeiten zur Ethik von Algorithmen

## Wissenschaftspreis der GDD
Der Verein vergibt jährlich den Bernd-Hentschel-Wissenschaftspreis der GDD sowie den Wissenschaftsförderpreis für Datenschutz und Datensicherheit. Mit dem GDD-Wissenschaftspreis werden herausragende wissenschaftliche Arbeiten in den Bereichen Datenschutz und Datensicherheit ausgezeichnet, die alle Exzellenzkriterien erfüllen
und einen hervorragenden Beitrag zur Fortentwicklung des Datenschutzrechts darstellen.
Der Vorstand der GDD hat einen wissenschaftlichen Beirat eingerichtet, der für die Gesellschaft beratend und unterstützend tätig ist. Der Wissenschaftliche Beirat besteht aus Experten in den Bereichen Datenschutz und IT-Sicherheit.

### Mitglieder des Wissenschaftlichen Beirates
- Tobias O. Keber, Landesbeauftragter für den Datenschutz und die Informationsfreiheit Baden-Württemberg, Stuttgart (Vorsitzender)
- Rainer W. Gerling, Hochschule München
- Christopher Kuner, Freie Universität Brüssel (VUB)
- Sabine Leutheusser-Schnarrenberger, Bundesministerin der Justiz a. D.
- Michael Meier, Universität Bonn
- Boris Paal, Universität Freiburg
- Norbert Pohlmann, Westfälische Hochschule, Gelsenkirchen
- Jürgen Taeger, Carl von Ossietzky Universität Oldenburg
- Peter Zoche, Fraunhofer-Institut für System- und Innovationsforschung

### Preisträger
- 2006
  - Jörg Hladjk für seine Arbeit „Online-Profiling und Datenschutz – Eine Untersuchung am Beispiel der Automobilindustrie“
- 2007
  - Christian Schröder für die Arbeit: „Die Haftung für Verstöße gegen Privacy Policies und Codes of Conduct nach US-amerikanischem und deutschem Recht“
  - Erik-Oliver Blaß für die Arbeit: „Sicherer, aggregierender Datentransport in drahtlosen Sensornetzen“
  - Förderpreis: Stephanie Kesten für die Arbeit: „RFID aus Sicht der Konsumenten: Aspekte des Daten- und Verbraucherschutzes“
- 2008
  - Silke Jandt für die Arbeit: „Vertrauen im Mobile Commerce – Vorschläge für die rechtsverträgliche Gestaltung von Location Based Services“
  - Achim Büllesbach für die Arbeit: „Transnationalität und Datenschutz – Die Verbindlichkeit von Unternehmensregelungen“
  - Förderpreis: Dominik Herrmann für seine Arbeit: „Analyse von datenschutzfreundlichen Übertragungstechniken hinsichtlich ihres Schutzes vor Datenverkehrsanalysen im Internet“
- 2009
  - Ivan Martinovic für die Arbeit: „Security in Wireless Networks: A fresh Approach“
  - Britta Alexandra Mester für die Arbeit „Arbeitnehmerdatenschutz – Notwendigkeit und Inhalt einer gesetzlichen Regelung“
  - Nils Haag für die Arbeit „Rechtskonformes Direktmarketing auf Grundlage von Bonusprogrammen“
  - Förderpreis: Doris Schiöberg für ihre Arbeit: „A Peer-to-Peer Infrastructure for Social Networks“
- 2010
  - Julia Gerhards für die Arbeit: „(Grund-)Recht auf Verschlüsselung“
  - Anja Lehmann für die Arbeit: „On the Security of Hash Function Combiners“
  - Förderpreise: Andreas Dewald für seine Arbeit: „Detection and Prevention of Malicious Websites“, Sebastian Gerling für seine Arbeit: „Acoustic Side-Channel Attacks on Printers“
- 2011
  - Simon Bohnen für die Arbeit „Die BDSG-Novellen 2009/2010“
  - Andriy Panchenko für die Arbeit: „Anonymous Communication in the Age of the Internet“
  - Förderpreis: Jasmin Fladung für ihre Arbeit: „Compliance, Datenschutz und Social Media – Besonderheiten und Risiken im Rahmen der Personalarbeit“
- 2012[18]
  - Thomas Schneider, für seine Arbeit: „Engineering Secure Two-Party Computation Protocols – Advances in Design, Optimization, and Applications of Efficient Secure Function Evaluation“
  - Simon Burger für die Dissertation „Der Schutz gesundheitsbezogener Beschäftigtendaten“
- 2013
  - Stephan Pötters, für die Arbeit: „Grundrechte und Beschäftigtendatenschutz“
  - Christina Brzuska, für die Arbeit: „On the Foundations of Key Exchange“
  - Förderpreis: Raoul Kirmes, für die Arbeit: „Private IT-Forensik und private Ermittlungen; zwei Seiten einer Medaille?“
- 2014[19]
  - Stefan Drackert, für die Arbeit: „Die Risiken der Verarbeitung personenbezogener Daten – Eine Untersuchung zu den Grundlagen des Datenschutzrechts“
  - Yoan Hermstrüwer, für die Arbeit: „Informationelle Selbstgefährdung – Zur rechtsdogmatischen, spieltheoretischen und empirischen Rationalität der datenschutzrechtlichen Einwilligung“
  - Dominik Herrmann, für die Arbeit „Beobachtungsmöglichkeiten im Domain Name System: Angriffe auf die Privatsphäre und Techniken zum Selbstdatenschutz“
  - Förderpreis: Robin Fay, für die Arbeit „Analyse von alignmentunabhängigen Feature-Extraction-Verfahren in der Finger- und Venenbiometrie“
- 2015[20]
  - Steffen Kroschwald, für die Arbeit: „Informationelle Selbstbestimmung in der Cloud – Datenschutzrechtliche Bewertung und Gestaltung des Cloud Computing aus dem Blickwinkel des Mittelstands“
  - Tilman Frosch, für die Arbeit: „On Mitigation of Client-Side Attacks and Protection of Private Data“
  - Förderpreis: Céline Fabienne Lücken, für die Arbeit „Diskrepanz zwischen Datenschutzmaßnahmen und Datenschutzwahrnehmung in E-Administration – Lösungsansätze zur Überwindung von Informationsasymmetrien am Beispiel der Stadt Düsseldorf“
- 2016[21]
  - Maximilian Schmidt, für die Dissertation „Datenschutz für “Beschäftigte” – Grund und Grenzen bereichsspezifischer Regelung“
  - Florian Tschorsch, für „Onions in the Queue: An Integral Networking Perspective on Anonymous Communication Systems“
  - Förderpreis: Nazia Sarwat Islam, für ihre Masterarbeit „Quantization Aspects in LDPC Decoding for Key Reconciliation Methods for a Reciprocal Channel“
- 2017[22]
  - Tobias Jacquemain für die Dissertation „Der deliktische Schadenersatz im europäischen Datenschutzprivatrecht: Unter besonderer Berücksichtigung der Schadensbemessung“
  - Thomas Schwenke für die Dissertation „Private Nutzung von Smartglasses im öffentlichen Raum“
  - Steffi Haag für die Dissertation „Shadow IT – Insights from Multiple Research Perspectives“
  - Förderpreis: Andreas Schütz für die Masterarbeit „Sensibilisierung der Mitarbeiter von kleinen und mittleren Unternehmen für das Thema Informationssicherheit“
- 2018[23]
  - Tim Jülicher für die Dissertation „Medizininformationsrecht“
  - Tobias Dehling für „Communication of Information Privacy Practices in Consumer Information Systems“
  - Nachwuchspreis: Kerrin Mengel mit ihrer Arbeit „Privatheit per Verordnung? – Eine kultursoziologische Untersuchung aktueller Expertendiskurse bezüglich des Privacy by Design-Konzeptes vor dem Hintergrund der Umsetzung von Vorgaben der neuen europäischen Datenschutz-Grundverordnung (EU-Verordnung 2016/679)“
- 2019[24]
  - Martin Scheurer für seine juristische Dissertation zur Einwilligungserklärung
  - Manuela Wagner für ihre juristische  Dissertation zu Datenökonomie und Selbstdatenschutz
  - Förderpreis: Christiane Kuhn, Kurzarbeit Bereich IT-Sicherheit
- 2020[25]
  - Kai Hofmann für seine Dissertation zu Assistenzsystemen in der Industrie 4.0
  - Kai Gellert für seine Dissertation zu 0-RTT-Protokollen
  - Förderpreis: Michael P. Heinl, Masterarbeit „A Metric to Assess the Trustworthiness of Certificate Authorities“
- 2021[26]
  - Claudia Kawohl für ihre Dissertation „Der Europäische Datenschutzverbund – Strukturen, Legitimation, Rechtsschutz“
  - Verena Zimmermann für ihre Dissertation „From the Quest to Replace Passwords towards Supporting Secure and Usable Password Creation“
  - Förderpreis: Lennart Bader, Masterarbeit „Privacy and Transparency in Digital Supply Chains“
- 2022[27]
  - Stefan Michel für seine Dissertation „Bewertungsportale – Schnittstellen, Pfadabhängigkeiten und Konkurrenzprobleme des äußerungsrechtlichen und datenschutzrechtlichen Persönlichkeitsschutzes“
  - Marc Ohm für seine Dissertation „Software Supply Chain Angriffe – Analyse und Erkennung“
  - Förderpreis: Olaf Hoffmann, Masterarbeit „Lokale Webkonferenz-Artefakte, Bewertung der forensischen Aussagekraft und der Datensicherheit“
- 2023[28]
  - Gordian Konstantin Ebner für seine Dissertation „Weniger ist Mehr? Die Informationspflichten der DS-GVO - Eine kritische Analyse“
  - Robin L. Mühlenbeck für seine Dissertation „Anonyme und pseudonyme Daten“
  - Scott Thiebes für seine Dissertation „A socio-technical analysis of genetic privacy and its role in genetic data sharing“
  - Förderpreis: Jessica Hertenstein, Masterarbeit „Risikobeurteilung in der Datenschutz-Folgenabschätzung im Kontext von Seniorenpflegeeinrichtungen“
- 2024[29]
  - Sarah Rachut für ihre Dissertation „Grundrechtsverwirklichung in digitalen Kontexten“
  - Hossein Yalame für seine Dissertation „Advancing MPC: From Real-World Applications to LUT-Based Protocols“
  - Förderpreis: Agnes Lipp, Masterarbeit „Informationsrecht betroffenener Personen zu technischen und organisatorischen Maßnahmen (TOMs)“